# Rhodacarellus subterraneus
Rhodacarellus subterraneus är en spindeldjursart som beskrevs av Rainer Willmann 1935. Rhodacarellus subterraneus ingår i släktet Rhodacarellus och familjen Rhodacaridae. Inga underarter finns listade i Catalogue of Life.